# 새비지 맨
《새비지 맨》(Savage Salvation)은 2022년 개봉한 미국의 액션 영화이다.

## 출연

### 주연
- 로버트 드 니로 - 처치 보안관 역
- 잭 휴스턴 - 셸비 존 역
- 존 말코비치 - 피터 역
- 윌라 피츠제럴드 - 루비 레드 역